# Anacroneuria vagante
Anacroneuria vagante is een steenvlieg uit de familie borstelsteenvliegen (Perlidae). De wetenschappelijke naam van de soort is voor het eerst geldig gepubliceerd in 2011 door Stark & Baumann.